# Kazimierz Obertyński
Kazimierz Adam Feliks Obertyński, herbu Sas (ur. 7 lipca 1840 w Stronibabach, zm. 16 maja 1926 tamże) – polityk konserwatywny, poseł do Sejmu Krajowego Galicji i austriackiej Rady Państwa.

## Życiorys
Syn Leopolda Edmunda (1801-1879) i Tekli z Szymanowskich. 
Był ziemianinem, od 1879 właścicielem dóbr Stronibaby, w pow. złoczowskim. Członek Powiatowej Komisji Szacunkowej ds. reklamacji podatku gruntowego w Złoczowie (1873-1883). Członek a od 1898 także prezes oddziału brodzko-złoczowskiego  Galicyjskiego Towarzystwa Gospodarskiego (1874-1914), był także członkiem jego Komitetu (18 czerwca 1875 - 15 czerwca 1879). Członek Wydziału Okręgowego w Złoczowie Galicyjskiego Towarzystwa Kredytowego Ziemskiego (1883-1914). 
Członek Rady Powiatowej w Złoczowie z grupy większej własności a od 1889 z grupy gmin wiejskich(1882-1897, 1905-1912). Członek Wydziału Powiatowego w Złoczowie (1882-1883). Wiceprezes Okręgowej Rady Szkolnej w Złoczowie (1889-1891).
Poseł do Sejmu Krajowego Galicji VIII kadencji, został wybrany w kurii IV, w okręgu wyborczym nr 41(Złoczów) 10 lipca 1905 w miejsce zmarłego w 1904  Apolinarego Jaworskiego. Mandat sprawował do końca kadencji czyli do 12 października 1907. W 1905 przekazał znaczną sumę na budowę cerkwi greckokatolickich w pow. złoczowskim i zborowskim.
Poseł do austriackiej Rady Państwa XI kadencji (17 lutego – 22 października 1907) wybrany z listy konserwatywnej w okręgu wyborczym nr 63 (Złoczów-Olesko).  Członek Koła Polskiego w Wiedniu, gdzie należał do grupy posłów konserwatywnych (podolaków) a potem narodowo-demokratycznych. Po jego rezygnacji mandat objął 8 listopada 1907 narodowy demokrata Władysław Dębski.
Ożenił się z Marią z Bohdanów (1861-1956), mieli dzieci: córki: Teklę Bogusz (ur. 1890), Ewę Smorczewską (1893-1975) i syna: Józefa Obertyńskiego (1894-1937), ożenionego z Beatą Wolską, pisarką i poetką.